# Sphecodes turneri
Sphecodes turneri är en biart som beskrevs av Cockerell 1916. Sphecodes turneri ingår i släktet blodbin, och familjen vägbin. Inga underarter finns listade i Catalogue of Life.